# Axel Emil Rappe

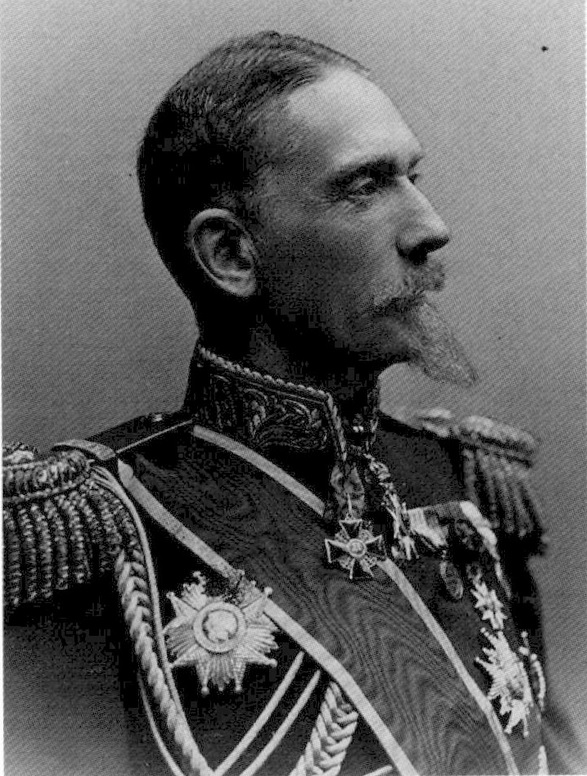
Axel Emil Rappe

Freiherr Axel Emil Rappe (* 2. Oktober 1838 in Arby, Kalmar län; † 18. Dezember 1918 in Stockholm) war ein schwedischer General und Kriegsminister.

## Leben
Axel Emil Rappe wurde 1859 schwedischer Infanterieoffizier, trat aber, seit 1869 in militärischem Auftrag in Paris, im Mai 1870 als Generalstabsoffizier in französische Dienste und nahm im Deutsch-Französischen Krieg an den Kämpfen von Saarbrücken, Spichern, Vionville (wo er verwundet wurde) und Gravelotte teil. Nach der Kapitulation von Metz entkam er nach Nordfrankreich und machte hier den Feldzug der neugebildeten Nordarmee mit. Im Frühjahr 1871 kämpfte er in Algerien gegen die aufrührerischen Araber- und Kabylenstämme und war später bei der Versailler Armee als Generalstabsoffizier tätig.
Ende 1872 nach Schweden zurückgekehrt, avancierte Rappe schnell und stand seit 1882 an der Spitze des Generalstabs. 1892 zum Generalleutnant und Kriegsminister ernannt, setzte er die Erhöhung der aktiven Dienstpflicht von 42 auf 90 Tage sowie andere wichtige militärische Reformen durch und machte sich überdies als Vorstandsmitglied der christlichen Jugendvereine sowie Anhänger der Mäßigkeitsbestrebungen um die Hebung der Sittlichkeit im Heer sehr verdient. Seit seinem Rücktritt im Oktober 1899 war er bis Ende 1905 abermals Generalstabschef und erhielt 1903 den Generalsrang.
Rappe war seit dem 2. Mai 1875 mit Anna Sandahl (1855–1946), Tochter des Arztes Oskar Theodor Sandahl, verheiratet. Er war der Vater der Opernsängerin Signe Rappe-Welden (1879–1974), des Militäroffiziers Axel Oscar Rappe (1884–1945) und von fünf weiteren Kindern. Er starb am 18. Dezember 1918 im Alter von 80 Jahren in Stockholm und wurde auf dem Friedhof Norra begravningsplatsen beigesetzt.

## Schriften
- Franska nordarméns fälttåg 1870-1871, Stockholm 1874; französisch Campagne de l’armée française du Nord en 1870-71, Paris 1884
- Hvad innebär det kungl. härordningsförslaget?, Stockholm 1883
- Karl XII’s plan för fälttåget mot Ryssland 1708-1709, Stockholm 1892